# Nomada tricurta
Nomada tricurta är en biart som beskrevs av Swenk 1915. Nomada tricurta ingår i släktet gökbin, och familjen långtungebin. Inga underarter finns listade i Catalogue of Life.